# Pelym
Pelym (rusky Пелым) je řeka ve Sverdlovské oblasti v Rusku. Je dlouhá 707 km. Povodí řeky je 15 200 km². Také se používá pojmenování Velký Pelym (rusky Большой Пелым [Bolšoj Pelym]).

## Průběh toku
Pramení na východních svazích Severního Uralu. Teče nejprve předhůřím Uralu a níže po Západosibiřské rovině. Na dolním toku protéká přes jezero Pelymský Tuman. Ústí zleva do Tavdy (povodí Obu).

## Vodní režim
Zdrojem vody jsou převážně sněhové srážky. Průměrný roční průtok vody činí přibližně 100 m³/s. Zamrzá v říjnu a rozmrzá v dubnu.

## Využití
Využívá se k plavení dřeva. Vodní doprava je možná do vesnice Portach ve vzdálenosti 245 km od ústí.